# Donnybrook (film)
Pour les articles homonymes, voir Donnybrook.
Pour plus de détails, voir Fiche technique et Distribution.
Donnybrook est un film dramatique franco-américain écrit et réalisé par Tim Sutton, sorti en 2018.

## Synopsis
Jarhead Earl est un ancien Marine qui vit dans la précarité avec son épouse et leurs deux enfants dans un parc de maisons mobiles. Il ne rêve que de leur offrir une vie meilleure et sa seule issue est de participer et gagner au Donnybrook, un tournoi clandestin de combat à mains nues dans les forêts de l'Indiana où le vainqueur remporte 100 000 dollars. Son chemin croise celui de Chainsaw Angus, une légende qui a raccroché les gants depuis longtemps et qui s'est depuis reconverti dans la fabrication de méthamphétamines avec sa sœur Delia. Pourtant, ils sont liés par la femme d'Earl qui doit de l'argent au dealer. Effrayée par l'ultra-violence de son frère, Delia rêve de le fuir et tente de le tuer en lui tirant dessus, s'enfuyant aussitôt avec leur marchandise au Donnybrook, où elle se lie d'amitié avec Earl. Laissé pour mort, et désirant se venger de Delia, Angus sème le carnage sur la route vers Donnybrook où Earl n'attend qu'une chose : l'affronter jusqu'à la mort. Le Donnybrook sera le lieu de leur perdition… ou de leur rédemption.

## Fiche technique
- Titre original et français : Donnybrook
- Réalisation et scénario : Tim Sutton, d'après le roman éponyme de Frank Bill
- Montage : Scott Cummings
- Musique : Phill Mossman et Jens Bjørnkjær
- Photographie : David Ungaro
- Production : David Lancaster et Stephanie Wilcox
- Société de production : Rumble Films, BackUp Media et The Jokers
- Sociétés de distribution : IFC Films
- Pays d'origine :  États-Unis,  France
- Langue originale : anglais
- Format : drame
- Durée : 101 minutes
- Dates de sortie  :
  - Canada : 7 septembre 2018 (Festival international du film de Toronto)
  - États-Unis : 15 février 2019
  - France : 25 mars 2020 (DVD)

## Distribution
- Jamie Bell (VFB : Sébastien Hébrant) : Jarhead Earl
- Frank Grillo (VFB : Pierre Lognay) : Chainsaw Angus
- James Badge Dale (VFB : Michelangelo Marchese) : Donnie Whalen
- Margaret Qualley (VFB : Edwige Bailly) : Delia Angus
- Chris Browning (en) (VFB : Laurent Bonnet) : McGill
- Adam Bartley : Done
- James Landry Hébert (VFB : Karim Barras) : Poe
- Pat Healy (VFB : Damien Gillard) : Eldon
- Alexander Washburn (VFB : Zion Percy) : Moses
- David Myers Gregory (VFB : Patrick Waleffe) : Purcell

- Version française
  - Société de doublage : Lylo Média Group Belgique
  - Direction artistique : Erwin Grunspan
  - Adaptation : Jules Drouaud

Source et légende : Version française (VF) sur carton du doublage français.